# Erupção solar

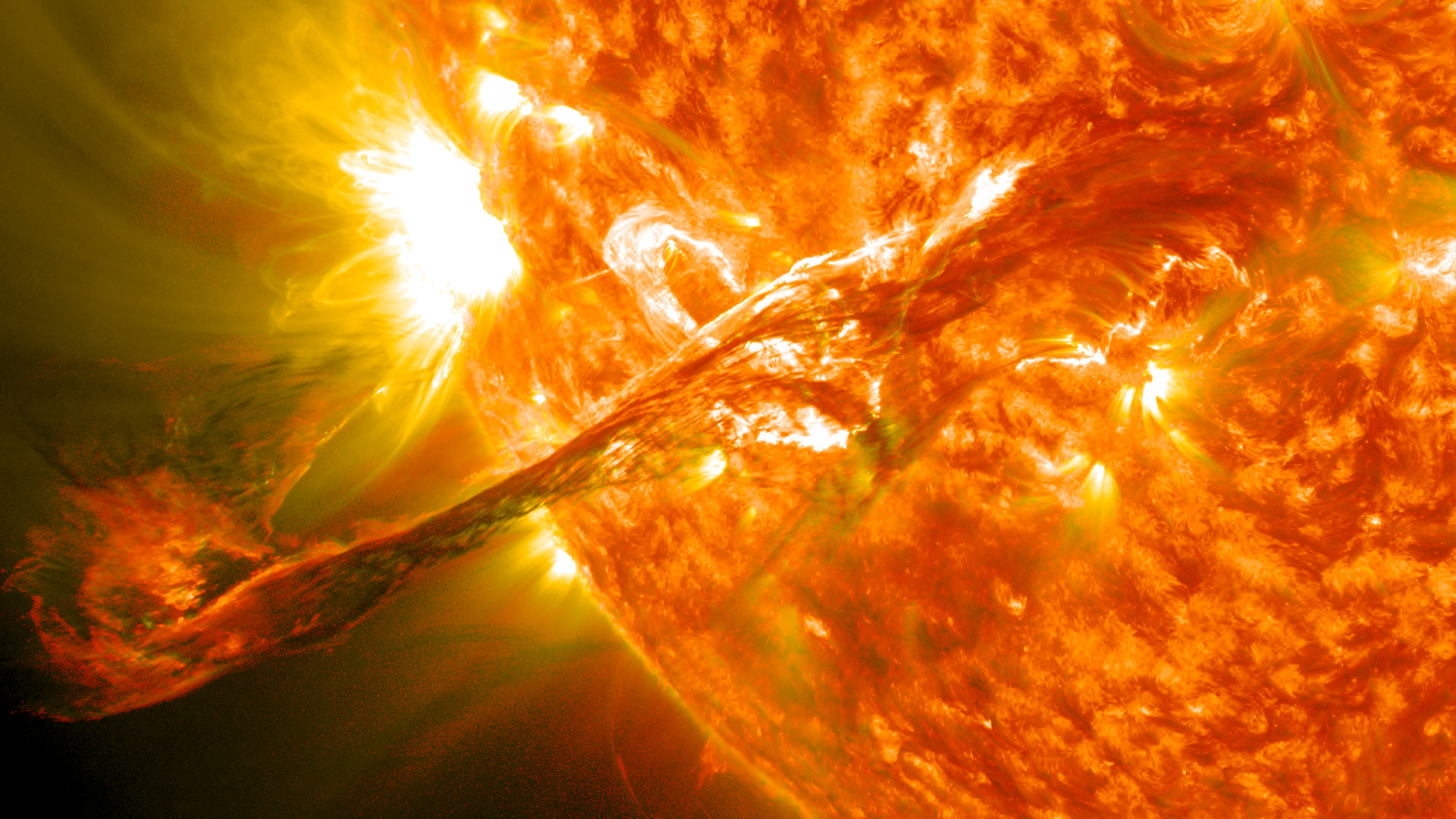
Em 31 de agosto de 2012 material que estava pairando a coroa solar entra em erupção em direção ao espaço e forma uma longa proeminência solar.

Erupções solares (ou solar flares, em inglês) são explosões repentinas na superfície do Sol causadas por mudanças no seu campo magnético. Essas explosões liberam altos níveis de radiação e partículas a altas velocidades que estavam armazenados nas linhas de campo magnético. As linhas de campo magnético formam uma "sombra" na fotosfera do Sol, que são as manchas solares. A radiação liberada pelas erupções solares abrangem um amplo intervalo do espectro eletromagnético, podendo ser observado desde as ondas de rádio até os raios X e raios gama.
As erupções solares normalmente acompanham as grandes ejeções coronais de massa (ECM), que são enormes ejeções de partículas de altas energias, que ocorrem na coroa solar e duram algumas horas. As ECM podem transportar 10 bilhões (10 mil milhões na escala curta) de toneladas de gás ionizado a velocidades de até 3.000 km/s. Quando atingem a Terra, a magnetosfera do planeta desvia a maior parte da radiação, mas uma parte pode chegar à atmosfera superior, causando as tempestades geomagnéticas.

## Atividade solar
O Sol possui um ciclo de atividade relacionado às mudanças nas linhas de campo magnético ocasionados pelo seu movimento de rotação. Como o Sol não é um corpo rígido, a velocidade de rotação é diferente em cada latitude, efeito chamado rotação diferencial. Essa diferença faz com que as linhas de campo magnético se estiquem e se rompam, liberando matéria e energia para o espaço, e invertendo os polos magnéticos globais do Sol. O período de atividade solar é de aproximadamente 11 anos.
A atividade solar pode ser observada e medida a partir das manchas solares na fotosfera do Sol, que são regiões escuras de baixa temperatura. As manchas solares costumam aparecer em pares, que correspondem às duas pontas do arco da linha de campo magnético. As linhas de campo confinam parte do gás da superfície do Sol e quando são retorcidas devido à rotação diferencial, podem ser romper e liberar esse gás.

## Categorias
As erupções solares são classificadas em categorias de acordo com sua intensidade em raios-x (entre 1 e 8 Å):
- Classe A: são erupções de menor intensidade (I < 10-7 W/m2).
- Classe B: são erupções de baixa intensidade, sem efeitos observados na Terra (10-7 < I < 10-6 W/m2).
- Classe C: são pequenas erupções e causam pequenos efeitos na Terra (10-6 < I < 10-5 W/m2).
- Classe M: são erupções de média intensidade (10-5 < I < 10-4 W/m2) que afetam as regiões dos polos magnéticos da Terra e podem gerar rápidos bloqueios nas emissões radiofônicas.
- Classe X: são as mais longas e mais energéticas (I ≥ 10-4 W/m2) erupções solares, que podem desencadear a suspensão de diversas atividades eletromagnéticas, suspender as transmissões das estações de rádio em todo o planeta e produzir tempestades de radiação de longa duração.

## Histórico
A erupção solar, associada a uma ejeção coronal de massa, que mais causou estragos na Terra foi registrada em 1859 e ficou conhecida como Efeito Carrington, em homenagem ao astrônomo que observou o evento. A quantidade de partículas liberadas foi tão grande que formou auroras, fenômenos que ocorrem apenas nas regiões polares da Terra, em países como Cuba. Equipamentos elétricos, como baterias, a fiação elétrica e outros instrumentos foram afetados por descargas elétricas, causando curto-circuitos e explosões.
Uma outra tempestade solar que ocorreu em 1967 foi responsável pelo mau funcionamento de radares de vigilância dos Estados Unidos. Antes de saber o motivo real do problema, os militares americanos suspeitaram de um ataque militar russo e quase realizaram um ataque.
Em março de 1989, houve uma grande tempestade solar, acompanhada de erupções solares. Os fenômenos foram detectados por astrônomos e foram imediatamente seguidos por registros de interferências de rádio em toda a Europa. Alguns dias depois, as partículas liberadas pela tempestade chegaram à Terra, causando uma perturbação no seu campo magnético e gerando descargas elétricas na região da América do Norte. Essas perturbações interromperam todo o fornecimento de energia elétrica em Quebec, Canadá, em menos de 2 minutos. O apagão durou cerca de 12 horas, afetando o funcionamento de escolas e serviços.
Em 2006, uma erupção solar de classe X saturou uma grande parte dos satélites GPS da Terra.

## Monitoramento
Devido ao grande impacto que as erupções solares podem causar na Terra, especialmente em relação aos instrumentos de navegação e comunicação, é necessário realizar o monitoramento da atividade solar. Alguns dos projetos, programas e instrumentos de monitoramento do Sol são:
- SID Space Weather Monitor (Stanford SOLAR Center)[12]
- Solar Dynamics Observatory (NASA)[13]
- Solar and Heliospheric Observatory (NASA)[14]
- Solar TErrestrial RElations Observatory (NASA)[15]